# طوماس بيب هايوارد
طوماس بيب هايوارد (بالإنجليزية: Thomas B. Hayward)‏ هو ضابط أمريكي، ولد في 3 مايو 1924 في غلينديل في الولايات المتحدة.

## وصلات خارجية
- طوماس بيب هايوارد على موقع إن إن دي بي (الإنجليزية)